# Восточные области Германской империи

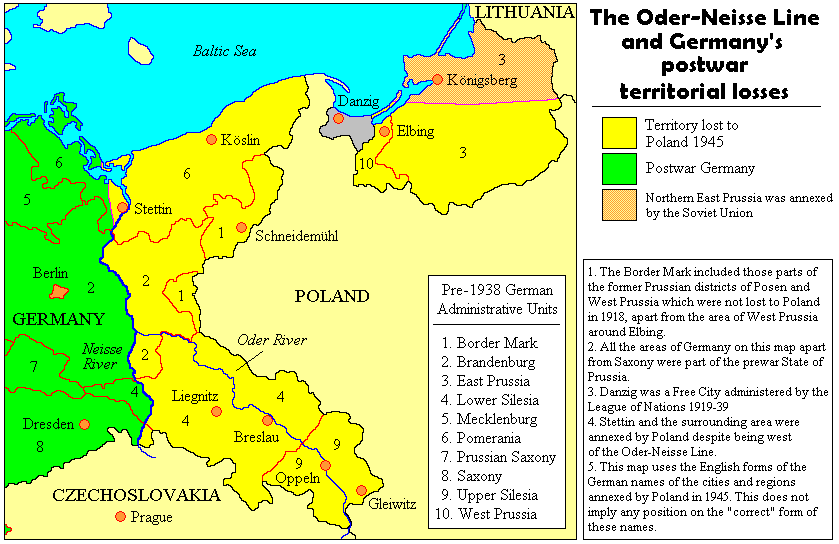
Зелёный — современная Германия, жёлтый и коричневый — «восточные области Германии»

Восто́чные о́бласти Герма́нской импе́рии (нем. Ostgebiete des Deutschen Reiches) — термин, обозначающий территории, расположенные восточнее линии Одер/Нейсе и принадлежащие Германии по состоянию на 31 декабря 1937 года и после Второй мировой войны фактически отчуждённые в пользу Польши и Советского Союза. Если в ГДР передача данных территорий Польше и СССР была признана уже в 1950 году, то в ФРГ этот факт долгое время не признавался, и для обозначения указанных территорий употреблялся термин «восточные области Германии, находящиеся под чужеземным управлением» (нем. deutsche Ostgebiete unter fremder Verwaltung). Официально Германия признала утрату данных территорий лишь в 1990 году в результате подписания договора об окончательном урегулировании в отношении Германии. В современном контексте для обозначения территорий восточнее Одер/Нейсе также употребляется выражение «бывшие восточные области Германии» (нем. ehemalige deutsche Ostgebiete). В Польше территории, оттошедшие к ней от Германии после войны, получили название «возвращённых земель».

## Исторический контекст
Соглашение четырёх держав-победительниц от 5 июня 1945 года вернуло границы Германии к состоянию, существующему на 31 декабря 1937 года, то есть вернуло границы Германии к границам Веймарской республики. При этом вся территория была поделена на зоны оккупации — американскую, британскую и французскую (западная и южная часть) и советскую (центральная и восточная части).
В результате соглашений, принятых на Потсдамской конференции (17 июля — 2 августа 1945) территории, расположенные правее линии Одер/Нейсе были «до окончательного урегулирования западных границ Польши» временно переданы под польское и советское управление.
Однако уже в 1945 году северная часть Восточной Пруссии общей площадью 13,2 тысяч км² была в одностороннем порядке присоединена Советским Союзом в виде Калининградской области. Оставшиеся части восточной Германии оставались под польским управлением. В конце 1945 года под польское управление дополнительно были переданы также города Штеттин и Свинемюнде. Таким образом, под польским управлением находилась территория общей площадью 114 тысяч км². Территория свободного города Данциг (1966 км²) не входит в это число, так как Данциг не принадлежал Германии по состоянию на 31 декабря 1937 года. Указанная площадь составляла одну четверть от общей площади Германии.
После передачи восточных территорий под польское и советское управление с них было депортировано немецкое население — из северной части Восточной Пруссии почти полностью, а с территорий, находящихся под польским управлением — по большей части. В общей сложности с этих территорий было изгнано около 8,8 миллионов немцев, которых заменили около 7,7 миллионами поляков.
1 ноября 1946 года, с началом «холодной войны», была создана Гёттингенская рабочая группа из учёных Восточных областей, первым заданием которой была экспертная оценка границы по Одеру и Нейсе, заказанная американской военной администрацией. 

## Причисляемые территории

Территории, утраченные Германией в результате Первой и Второй Мировых войн

К восточным областям Германской империи относят такие исторические области Германии, как Дальняя Померания, Силезия, Восточная и Западная Пруссия, а также Ноймарк.
В административно-территориальном плане сюда относятся следующие территории:
| Отошедшие территории                                                             | Площадь    |
| -------------------------------------------------------------------------------- | ---------- |
| прусская провинция Восточная Пруссия                                             | 36.966 км² |
| прусские провинция Верхняя Силезия и основная часть провинции Нижняя Силезия     | 34.529 км² |
| восточная часть прусской провинции Померания                                     | 31.301 км² |
| основная часть административного округа Франкфурт прусской провинции Бранденбург | 11.329 км² |
| небольшая часть государства Саксония (город Райхенау с окрестностями)            | 142 км²    |

На отчуждённых от Германии территориях располагались такие крупные города Германии как Бреслау, Кёнигсберг, Штеттин, Хинденбург и Гляйвиц.

## Официальная позиция Германии по вопросу бывших восточных областей

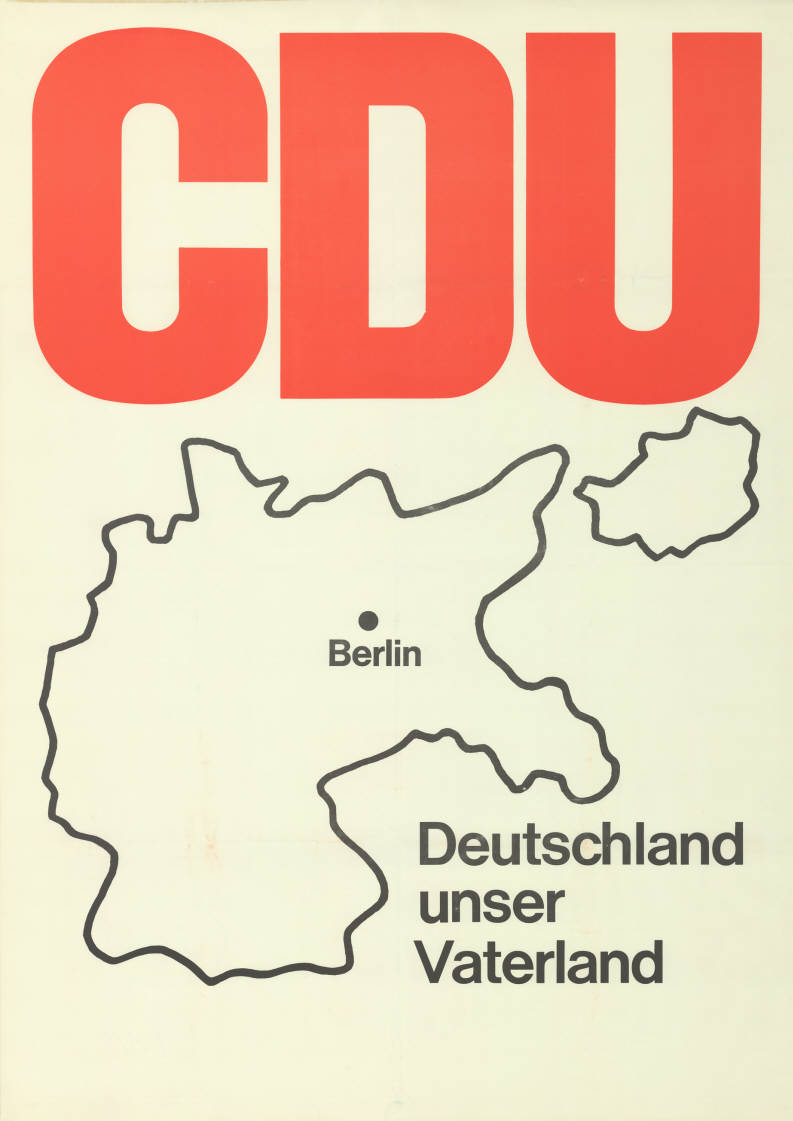
Плакат ХДС на выборы в Бундестаг в 1967 году показывает карту Германии по состоянию на 1937 год

Германская Демократическая Республика, провозглашённая на советской зоне оккупации, признала передачу восточных областей Польше и Советскому Союзу в 1950 году, подписав Згожелецкий договор. 
В то же время Федеративная Республика Германии отказывалась признавать этот факт, утверждая, что решение о государственной принадлежности данных территорий должно быть принято в ходе подписания мирного договора. Над историко-политологическим обоснованием этой позиции работала Гёттингенская группа учёных. Под влиянием этой группы и лично профессора Бориса Мейснера также была озвучена идея непризнания присоединения Прибалтики к СССР, что сделал канцлер Конрад Аденауэр во время визита  в Москву в 1955 году. Впоследствии, в период перестройки в СССР, это способствовало признанию международно-правовой преемственности стран Балтии в глазах мирового сообщества.
На ежегодной научной конференции группы в 1967 году Борис Мейснер предложил заключить двусторонний мирный договор между ФРГ и СССР, который бы способствовал желанию советских лидеров освободить ГДР. Как член группы экспертов Федеральной канцелярии он повторил свое предложение двустороннего «Великого договора» с СССР. 
Даже после подписания Варшавского и Московского договоров в 1970 году, устанавливавших западные границы Польши, ФРГ официально не изменила своей позиции по данному вопросу, однако от физического возвращения  восточных территорий Германии отказалось. Однако руководители  Гёттингенской рабочей группы считали, что после окончательного подтверждения границы по Одеру и Нейсе сохранялась задача сохранения исторического наследия Восточной Германии. Эта задача на федеральном уровне была осознана не сразу, однако это привело к созданию в 1990 году Федерального института восточногерманской культуры и истории в Ольденбурге.
Борис Мейснер был назначен канцлером Гельмутом Колем в группу по переговорам, которая смогла преодолеть вето советского руководства на вступление объединённой Германии в НАТО. Бывший министр иностранных дел СССР Э.Шеварднадзе подчёркивал, что двусторонние отношения СССР и Германии, а также многосторонние переговоры «Два плюс четыре» внесли большой вклад в объединение Германии.
Лишь в договоре об окончательном урегулировании в отношении Германии от 12 ноября 1990 года Германия, получившая в свой состав ГДР,  отказалась от всяких притязаний на восточные области, вошедшие в состав Польши и СССР.
Лица, рождённые до 2 августа 1945 года (Потсдамская конференция) на территориях, расположенных восточнее Одера/Нейсе и принадлежавших Германии в границах 1937 года, согласно законодательству ФРГ не считаются рождёнными за границей.